# Ana Carrasco
Ana Carrasco Gabarrón (Cehegín, Murcia, 10 de marzo de 1997) es una piloto de motociclismo española . En 2013, debutó en el Campeonato del Mundo de Motociclismo en la categoría de Moto3, y se convirtió en la mujer más joven en competir en una prueba de esta competición. El 17 de septiembre de 2017, con 20 años, Carrasco se convirtió en la primera mujer en ganar una prueba mundial de motociclismo, y el 30 de septiembre de 2018 se convirtió en la primera mujer en ganar el campeonato del mundo de motociclismo en la modalidad Supersport 300. 
El 20 de octubre de 2024 se convirtió en la primera campeona del mundo del campeonato FIM Women's Motorcycling World Championship (acortado como WorldWCR).

## Carrera deportiva

### Inicios
Empezó a montar en moto a los tres años y realizó su primera carrera en 2001 en la modalidad de minimotos. Posteriormente compitió en 70, 80 y 125 centímetros cúbicos.
Debutó en el Campeonato de España de 2011 a los 14 años, haciendo historia al convertirse en la primera fémina que puntuaba en el CEV de 125 cc. Al siguiente año, 2012, consiguió otra proeza única en la historia del motociclismo español, con su sexta plaza en parrilla, la más alta obtenida por una piloto española en el Campeonato de España.

### Moto3
Carrasco es la segunda española que disputa el Mundial de Motociclismo, tras la pionera Elena Rosell, debutando el 7 de abril de 2013 en el Gran Premio de Catar de Motociclismo, la primera prueba del campeonato. La murciana de 22 años, conduce una de las dos KTM oficiales del "Calvo Team" de Moto3 y luce el número 22 que en su día llevó el director del equipo Pablo Nieto. El 13 de octubre de 2013 quedó en el puesto 15.º en el GP de Malasia consiguió 1 punto, convirtiéndose así en la primera piloto española en puntuar en un Mundial de Motociclismo.
En el Mundial de 2014 corrió con el equipo "RW Racing".

### Supersport 300 y WorldWRC
El 30 de septiembre de 2018, Ana Carrasco, que había sido un año antes la primera mujer en ganar una carrera de un campeonato mundial organizado por la Federación Internacional de Motociclismo, se convirtió, al hacerse con el título de la temporada, en la primera campeona del mundo de la historia en un mundial de motociclismo a título individual.
Carrasco fue anunciada como participante en el recién formado Campeonato Mundial de Motociclismo Femenino FIM en febrero de 2024 y se estableció como una clara contendiente al título al encabezar los dos días de tests de pretemporada celebrados en el circuito de carreras de Cremona, Italia. Ana ganó el campeonato terminando las 12 carreras de la temporada en el podio.

### Automovilismo
En 2024 debutó en el automovilismo al participar en la Temporada 2024 de TCR Spain, con un coche de la generación anterior del Team VRT. Carrasco fue la mejor de la copa destinada a esos coches, ganándola con comodidad tras no abandonar en ninguna prueba, mientras que en la clasificación absoluta del campeonato quedó decimonovena.

## Resultados

### Campeonato del Mundo de Motociclismo
Sistema de puntuación de 1993 hasta 2022:
| Posición | 1.º | 2.º | 3.º | 4.º | 5.º | 6.º | 7.º | 8.º | 9.º | 10.º | 11.º | 12.º | 13.º | 14.º | 15.º |
| Puntos   | 25  | 20  | 16  | 13  | 11  | 10  | 9   | 8   | 7   | 6    | 5    | 4    | 3    | 2    | 1    |

#### Por temporada
| Temp. | Cat.  | Moto      | Equipo          | Carreras | Victorias | Podios | Poles | V.Ráp. | Pts. | Pos. |
| ----- | ----- | --------- | --------------- | -------- | --------- | ------ | ----- | ------ | ---- | ---- |
| 2013  | Moto3 | KTM       | Calvo Team      | 17       | 0         | 0      | 0     | 0      | 9    | 21.ª |
| 2014  | Moto3 | Kalex KTM | RW Racing GP    | 14       | 0         | 0      | 0     | 0      | 0    | NC   |
| 2015  | Moto3 | KTM       | RBA Racing Team | 15       | 0         | 0      | 0     | 0      | 0    | NC   |
| 2022  | Moto3 | KTM       | BOE SKX         | 20       | 0         | 0      | 0     | 0      | 0    | 32.ª |
| 2023  | Moto3 | KTM       | Boé Motorsports | 15       | 0         | 0      | 0     | 0      | 0    | 35.ª |
| Total |       |           |                 | 81       | 0         | 0      | 0     | 0      | 9    |      |

#### Carreras por año
(Carreras en negrita indica pole position, carreras en cursiva indica vuelta rápida)
| Año  | Cat.  | Moto      | 1      | 2      | 3       | 4      | 5      | 6      | 7      | 8      | 9       | 10     | 11      | 12      | 13     | 14     | 15     | 16     | 17     | 18     | 19  | 20  | 21  | Pos. | Pts. |
| ---- | ----- | --------- | ------ | ------ | ------- | ------ | ------ | ------ | ------ | ------ | ------- | ------ | ------- | ------- | ------ | ------ | ------ | ------ | ------ | ------ | --- | --- | --- | ---- | ---- |
| 2013 | Moto3 | KTM       | QAT 20 | AME 20 | SPA Ret | FRA 19 | ITA 26 | CAT 22 | NED 29 | GER 24 | IND 17  | CZE 23 | GBR 22  | RSM 19  | ARA 20 | MAL 15 | AUS 19 | JPN 18 | VAL 8  |        |     |     |     | 21.º | 9    |
| 2014 | Moto3 | Kalex KTM | QAT 24 | AME 21 | ARG 23  | SPA 23 | FRA 22 | ITA 20 | CAT 30 | NED 24 | GER 20  | IND 26 | CZE Ret | GBR 29  | RSM 24 | ARA 22 | JPN    | AUS    | MAL    | VAL    |     |     |     | NC   | 0    |
| 2015 | Moto3 | KTM       | QAT    | AME 22 | ARG 26  | SPA 27 | FRA 18 | ITA 25 | CAT 23 | NED 23 | GER Ret | IND    | CZE     | GBR Ret | RSM 25 | ARA 27 | JPN 29 | AUS 18 | MAL 23 | VAL 24 |     |     |     | NC   | 0    |
| 2022 | Moto3 | KTM       | QAT 20 | INA 19 | ARG Ret | AME 23 | POR 28 | SPA 23 | FRA 27 | ITA 22 | CAT 22  | GER 22 | NED     | FIN     | GBR    | AUT    | RSM    | ARA    | JPN    | THA    | AUS | MAL | VAL | 26.º | -    |

### Campeonato Mundial de Supersport 300

#### Por temporada
| Temp. | Moto               | Equipo                      | Carreras | Victorias | Podios | Poles | V.Ráp. | Pts. | Pos. |
| ----- | ------------------ | --------------------------- | -------- | --------- | ------ | ----- | ------ | ---- | ---- |
| 2017  | Kawasaki Ninja 300 | ETG Racing                  | 9        | 1         | 1      | 0     | 0      | 59   | 8.º  |
| 2018  | Kawasaki Ninja 400 | DS Junior Team              | 8        | 2         | 2      | 2     | 4      | 93   | 1.º  |
| 2019  | Kawasaki Ninja 400 | Kawasaki Provec WorldSSP300 | 9        | 2         | 5      | 1     | 2      | 117  | 3.º  |
| 2020  | Kawasaki Ninja 400 | Kawasaki Provec WorldSSP300 | 8        | 1         | 3      | 0     | 4      | 97   | 8.º  |
| 2021  | Kawasaki Ninja 400 | Kawasaki Provec WorldSSP300 | 16       | 1         | 1      | 0     | 2      | 52   | 16.º |
| Total |                    |                             | 50       | 7         | 12     | 3     | 12     | 418  |      |

- * Temporada en curso.

#### Carreras por Año
(Carreras en negrita indica pole position, carreras en cursiva indica vuelta rápida)
| Año  | Equipo   | 1       | 2     | 3      | 4     | 5      | 6      | 7      | 8      | 9      | 10    | Pos. | Pts. |
| ---- | -------- | ------- | ----- | ------ | ----- | ------ | ------ | ------ | ------ | ------ | ----- | ---- | ---- |
| 2017 | Kawasaki | SPA 10  | NED 7 | ITA 12 | GBR 9 | ITA 14 | GER 12 | POR 1  | FRA 20 | SPA 14 |       | 8.º  | 59   |
| 2018 | Kawasaki | SPA 6   | NED 4 | ITA 1  | GBR 1 | CZE 11 | ITA 10 | POR 10 | FRA 13 |        |       | 1.º  | 93   |
| 2019 | Kawasaki | SPA Ret | NED 8 | ITA C  | SPA 3 | SPA 3  | ITA 1  | GBR 19 | POR 3  | FRA 1  | QAT 5 | 3.º  | 117  |

| Año  | Moto     | 1      | 1     | 2      | 2       | 3       | 3      | 4      | 4      | 5      | 5      | 6       | 6      | 7      | 7      | 8      | 8      | Pos. | Pts. |
| Año  | Moto     | R1     | R2    | R1     | R2      | R1      | R2     | R1     | R2     | R1     | R2     | R1      | R2     | R1     | R2     | R1     | R2     | Pos. | Pts. |
| ---- | -------- | ------ | ----- | ------ | ------- | ------- | ------ | ------ | ------ | ------ | ------ | ------- | ------ | ------ | ------ | ------ | ------ | ---- | ---- |
| 2020 | Kawasaki | SPA 7  | SPA 2 | POR 1  | POR Ret | SPA 2   | SPA 6  | SPA 4  | SPA 21 | SPA    | SPA    | FRA     | FRA    | POR    | POR    |        |        | 8.º  | 97   |
| 2021 | Kawasaki | SPA 11 | SPA 5 | ITA 15 | ITA 1   | NED Ret | NED 15 | CZE 24 | CZE 21 | FRA 13 | FRA 11 | SPA Ret | SPA 29 | SPA 20 | SPA 18 | POR 15 | POR 21 | 16.º | 52   |

- * Temporada en curso.